# Merlino e l'apprendista stregone
Merlino e l'apprendista stregone (Merlin's Apprentice) è una miniserie del 2006, sequel di Merlino, con Sam Neill e Miranda Richardson che riprendono i loro ruoli di Merlino e della Dama del Lago. Liberamente adattato dalla leggenda di Artù, la trama si svolge dopo la morte di Re Artù, con alcune contraddizioni rispetto alla storia originale.

## Trama

### Prima parte
Soddisfatto delle condizioni di Camelot, Merlino decide di ritirarsi in riposo per rigenerare i suoi poteri nella terra. Questo sonno dovrebbe durare qualche mese, ma al risveglio scopre di aver dormito per cinquant'anni. Al suo ritorno a Camelot, scopre un luogo degradato: Re Artù e quasi tutti coloro che conosceva sono morti, Lord Weston governa il regno e il Sacro Graal ha abbandonato il castello, ma gli incantesimi protettivi di Merlino hanno tenuto a bada gli invasori.
Un giovane ladro di nome Jack e il suo compagno maiale entrano clandestinamente a Camelot su un carro, facendo infuriare il conducente, lo scudiero Brian. Jack non è un vagabondo qualunque, poiché possiede alcune rudimentali abilità magiche. Jack entra nella camera di lady Yvonne, nipote di Sir Gawain, e ruba un ciondolo. Yvonne entra e, mentre Jack si nasconde, Graham, un fabbro locale che lei ama, le fa visita. Jack tenta quindi di rubare la bacchetta di Merlino mentre Merlino si concentra sulla posizione del Graal. Merlino percepisce il visitatore e inizialmente lo sfratta, ma in seguito diventa apprendista di Jack dopo che entrambi hanno una visione del Santo Graal.
Merlino che tenta Jack con del cibo, dicendogli di resistere alla fame e di cercare un anello che era stato perso nel castello (che si rivela essere l'ex Tavola Rotonda). È più o meno in questo periodo che Jack scopre la verità su Brian, che in realtà è una ragazza di nome Brianna, che si traveste per vendicare un torto fatto alla sua famiglia.
Nella sua ricerca del Graal, Merlino sospetta che a Camelot ci sia qualcosa di strano che ha causato la scomparsa del Graal. Merlino affronta Yvonne (che sposerà Lord Weston al ritorno del Graal) e il suo tutore, Burton, tuttavia si ritira quando toccando Burton lo vede nelle vesti di Artù. Più tardi, mentre tocca il piedistallo del Graal, Merlino ha una visione in cui apprende la verità sulla sua assenza. La Dama del Lago lo ha usato la magia per prolungare il suo sonno allo scopo di concepire un figlio con lui; questo figlio si rivela essere proprio Jack. Quindi, il padre di Jack è Merlino e sua madre è la Dama.
I barbari minacciano la porta di Camelot e i cavalieri, tra cui Brian, vogliono usare una grotta incantata per sorprendere gli invasori, che credono stiano costruendo una diga per sommergere il regno. Jack accetta di spezzare l'incantesimo di Merlino sul passaggio, ma i cavalieri non trovano alcuna costruzione. Nel frattempo, i barbari, guidati dalla Dama del Lago, entrano nel passaggio e sfondano le mura di Camelot, vulnerabili dall'interno.
Rendendosi conto dell'imminente rovina, Merlino rivela a Jack la verità sulle sue origini. Merlino e Jack si coordinano per costruire un ponte magico sopra l'esercito barbaro, ma quando Brianna viene messa in pericolo, Merlino dice a Jack di andare da lei e completa il ponte da solo (uno sforzo che lo prosciuga fatalmente) ordinando agli abitanti del paese, incluso Jack, di fuggire. Mentre Jack scende dal ponte, rompe l'incantesimo per sventare gli inseguitori. Nel frattempo, Merlino viene abbandonato tra le mura di Camelot e ucciso da Rauskaug, il capo dei barbari.

### Seconda parte
Gli abitanti di Camelot rimasti hanno viaggiato per le campagne per diversi mesi, alla ricerca del Graal mentre fuggivano dal nemico. Jack è frustrato perché la sua concentrazione non gli dà lucidità, così la Dama del Lago gli invia una visione sul luogo in cui si trova il Graal. Il gruppo si reca lì, scoprendo che l'acqua è maledetta e diversi cavalieri vengono uccisi da una bestia mentre tentano di raggiungere a nuoto la grotta del Graal. Nel frattempo, la Dama ha rivelato a Rauskaug la loro posizione e i barbari iniziano l'inseguimento.
Nel frattempo, Burton spera di fidanzare Yvonne con un re scozzese e di cedere i restanti cittadini di Camelot a quel signore per un tornaconto personale. Nel mentre Yvonne e Graham (il vero amore di Yvonne) vanno dietro un albero e si baciano. In quel momento Jack e Brianna decidono di cedere all'amore e iniziano a baciarsi anche loro. Vengono sorpresi a baciarsi dagli altri due. Jack cerca di far passare la cosa come uno scherzo, ma sebbene Yvonne e Graham ora sappiano che Brian è una ragazza, fingono di assecondarli.
Convinti che gli eventi passati impediscano a Camelot di raggiungere il Graal, Jack usa un incantesimo e insieme a Graham, Yvonne e Brianna ripercorrono il passato di Camelot. Burto e sua moglie sono in realtà i genitori biologici di Yvonne e l'hanno fatta passare come parente di Sir Gawain per ottenere denare e una buona posizione sociale; si scopre anche che Burton e Lord Weston avevano oppresso le popolazioni circostanti (compreso il popolo di Rauskaug) con tasse, scambi commerciali ingiusti e accordi subdoli. Questa è la fonte della rabbia di Brianna, poiché la sua famiglia è stata derubata dei suoi beni attraverso un simile contratto. Yvonne e Jack rivelano il passato tradimento di Burton e di sua moglie, e invece di una rapida esecuzione, Jack spera che un processo purifichi Camelot dai suoi peccati. Invece, Brianna si fa giustizia da sola e uccide la coppia all'avvicinarsi dei barbari.
Mentre le due fazioni si scontrano, Lord Weston accompagna Jack alla grotta. Jack apre la cascata ed entrano nella grotta. Jack avverte Weston di essere la vera macchia di Camelot e gli consiglia di non prendere il Graal. Quando Weston lo tocca, la sua impurità lo trasforma in polvere. La Dama del Lago appare e offre a Jack la possibilità di diventare potente. Invece, lui rifiuta sua madre (a quanto pare uccidendola) ed esprime un desiderio al Graal: Jack afferma che il Graal può fare di lui ciò che desidera, se solo porrà fine alla distruzione esterna. Il Graal accetta questo atto altruistico e rianima i guerrieri morti di entrambe le fazioni. Graham lo tiene in alto e promette che verrà costruita una nuova Camelot.
Graham e Yvonne si sposano e diventano i nuovi signori di Camelot. Durante la ricostruzione, il maialino chiede a Jack di pronunciare il nome della terra dei morti (Tartaro) per poter vedere suo padre. Jack si reca da Merlino e ai due viene concesso di trascorrere il tempo che non hanno trascorso come padre e figlio. Inoltre Jack e Brianna ora sono sposati e probabilmente avranno figli. Il film termina quando Jack solleva Brianna mentre spegne una candela.